# Jean Louis Calandrini
Jean Louis Calandrini   (Ginebra, 30 d'agost de 1703 - Ginebra, 29 de desembre de 1758) va ser un científic suís.
El seu pare era un pastor protestant que participà activament en la política de la ciutat de Ginebra. Va estudiar a l'Acadèmia de Ginebra (actualment universitat de Ginebra), en la qual es graduà el 1722. El 1724 va presentar la seva candidatura a catedràtic de filosofia, però en haver-hi tres candidats, les autoritats acadèmiques van concedir la plaça al mes vell, no obstant, en quedar impressionats per la valúa dels dos joves, Calandrini i Gabriel Cramer, els hi van concedir una càtedra compartida de matemàtiques, amb la condició de que mentre un es quedava a Ginebra, l'altra viatjava a l'estranger per aprendre.
A partir de 1734, Calandrini va ocupar la càtedra de filosofia, mentre Cramer es quedava tot sol a la de matemàtiques. El 1750 va abandonar la docència per dedicar-se de ple a la política, com membre del Petit Conseil, primer, i , finalment com a síndic (alcalde o president) de la ciutat.
Va escriure sobre les aurores boreals, els cometes i els efectes dels llamps. També va escriure sobre trigonometria esfèrica, però la seva obra principal va ser una edició anotada i comentada dels Principia d'Isaac Newton, publicada en tres volums a Ginebra entre 1739 i 1742, amb la col·laboració dels matemàtics romans Thomas Le Seur i François Jacquier Aquesta obra va tenir una molt ampla difusió, creant ponts entre catòlics i calvinistes, entre newtonians i leibnitzians.
També va fer alguns estudis de Botànica, motiu pel qual el gènere de plantes Calandrinia el commemora.